# Таино
 Тази статия е за карибския народ.  За градчето в Северна Италия вижте Таино (Италия).  
Таино са коренен народ от Карибския басейн.

## История
По времето на първия европейски досег с тях към края на XV век те са основното население на островите Куба, Испаньола, Пуерто Рико, Ямайка, на Бахамите и северните острови на Малките Антили. Таино са първият народ от Новия свят, който среща Христофор Колумб по време на пътешествието му от 1492 г. По онова време таино говорят на едноименния език таино, част от аравакските езици.
Предците на таино произлизат от Южна Америка, но културата на народа се развива в Карибския басейн. Групи таино са в конфликт с индианците кариби на Южните Малки Антили. По времето на първия контакт таино са разделени на няколко групи. Западните таино включват лукаяните на Бахамите и сибонеите на Куба, както и заселниците на Ямайка. Класическите таино обитават Испаньола и Пуерто Рико, докато източните таино живеят на северните Малки Антили.
При пристигането на Колумб през 1492 г. на Испаньола има 5 вождества на таино, всяко водено от главен касик (вожд), на когото се плаща данък. Таино наричат острова Айити („земя на високи планини“), от което произлиза наименованието Хаити. Остров Куба е разделен на 29 вождества, на много от които по-късно са наречени съвременни градове, включително Хавана, Батабано, Камагуей, Баракоа и Баямо. Обществата на таино населяват от малки селища до големи центрове с до 3000 души население. Възможно е да са наброявали общо около 2 милиона души по времето на първия им контакт с европейците.
Испанците покоряват различните вождества на таино към края на 15 и началото на 16 век. Войната и тежкото робство на колонизаторите съсипват местното население. Европейските болести също играят голяма роля. Епидемия от едра шарка на Испаньола през 1518 – 1519 г. убива почти 90 % от оцелелите таино. Останалите таино се женят с европейци и африканци и се инкорпорират в испанските колонии. Таино се считат за изчезнали към края на века. Все пак, около 1840 г. се правят опити да се създаде полу-коренна таино идентичност в селските райони на Куба, Доминиканската република и Пуерто Рико. Тази тенденция се ускорява сред пуерториканските общества в континенталната част на САЩ през 1960-те години. По данни от американското преброяване от 2010 г. 1098 души в Пуерто Рико се самоопределят като пуерторикански индианци, 1410 се считат за испано-американски индианци, а 9399 души се идентифицират като „таино“. Общо 35 856 пуерториканци считат себе си за коренни американци.

## Произход
В хода на изучаването на произхода на коренните народи на Карибския басейн са възникнали 2 основни школи.
Едната група учени твърди, че предшествениците на таино идват от централната част на Амазонския басейн и има връзка с племето Яномамо. Това е засвидетелствано от лингвистични, културни и керамични доказателство. Те мигрират към долината на Ориноко, откъдето достигат Карибите през територията на днешните Гвиана и Венецуела до Тринидад, продължавайки през Малките Антили до Куба и Бахамите.
Другата група учени подкрепя теория, според която предшествениците на таино се разпръсват от Колумбийските Анди. Джулиан Стюард, който създава тази теория, предполага, че е възможна миграцията от Андите към Карибите паралелно с миграция към Централна Америка и към Гвиана, Венецуела и Амазонския басейн.
Културата на таино вероятно се е развила на Карибите. Според легендите на таино те излизат от пещерите на свещена планина на остров Испаньола. Изследване, проведено на Пуерто Рико, показва, че голям дял от населението има индианска митохондриална ДНК. От намерените 2 големи хаплотипа единият не присъства у таино, така че други индиански народи също са част от това генетично наследство.

## Култура
Обществото на таино е разделено на 2 класи: простолюдие (набориа) и благородничество (нитаинос). Те се управляват от мъже вождове, касики, които наследяват тази си позиция по линия на майките си. Нитаинос играят ролята на под-касики в селата, надзиравайки работата на набориа. Касиките се съветват със свещеници/лечители, познати като бохики. Касиките се радват на привилегията да носят златни медальони, наречени гуанин, и живеят в квадратни бохиос, за разлика от кръглите домове на обикновените селяни. Също така, те седят на дървени столове, за да са на по-високо от гостите, които посрещат. Бохиките се възхваляват, поради техните лечителски сили и способности да разговарят с божествата. Те се консултират от и дават разрешение на таино при изпълнението на важни задачи.
Таино имат матрилинейна система за наследство. Когато не е налице мъжки потомък, наследяването се пада на най-възрастното мъжко дете на сестрата на починалия. Таино имат след-семейна институция – авункулат, което означава, че младоженците живеят в домакинството на чичото от майчина страна. Той е по-важен в живота на децата на племенниците му, отколкото техния биологичен баща. Чичото въвежда момчетата в обществото на мъжете. Някои таино практикуват полигамия. Мъжете, а понякога и жените, имат по два или трима партньора. Някои от касиките са имали до 30 жени.
Жените таино са много умели в селското стопанство. Хората разчитат на това, но мъжете също ловят животни. Те изготвят рибарски мрежи и въжета от памук и палми. Издълбаните им канута се правят в различни размери и могат да побират от двама до 150 души. Кану със среден размер побира към 15 – 20 души. Използват лъкове и стрели за лов, а понякога нанасят и отрова по връхчетата на стрелите си. Често носена прическа от жените включва бретон отпред и по-дълга коса отзад. Понякога те носят и златни накити, бои или черупки. Мъжете и неженените жени обикновено са голи. След сключване на брак жените носят малка памучена престилка, наречена нагуа. В битка мъжете носят дървени тояги, наречени макана. Те са около 2,5 см дебели.
Таино живеят в селища, наречени юкайеки, които варират по размер в зависимост от местоположението им. Най-големите са на Пуерто Рико и Испаньола, а тези на Бахамите са най-малките. В центъра на обичайното село има площад, използван за различни социални дейности, като например игри, фестивали, религиозни ритуали и публични церемонии. Тези площади имат различни форми, включително овални, правоъгълни, тесни, издължени и т.н.
Често населението живее в големи кръгли къщи, построени от дървени стълбове, тъкана слама и палмови листа. Тези жилища, построени около централния площад, побират по 10 – 15 семейства всяко. Касикът и семейството му живеят в правоъгълни сгради, направени по подобен начин, но с дървени веранди. Домашните украшения на таино включват памучени хамаци, подложки за спане и седене от палмови листа, дървени столове, платформи и люлки за децата.
Таино играя на церемониална игра с топка, наречена батей. Противниковите отбори имат от 10 до 30 играчи на отбор използват твърда каучукова топка. Обикновено, отборите са съставени от мъже, но понякога участват и жени. Класическите таино играят на централния площад на селото или на специално обозначено правоъгълно игрище. Възможно е игрите барей да са били използвани за разрешаване на спорове между общностите. Най-добрите игрища се намират по границите на вождествата. Често вождовете залагат на възможния изход от дадена игра.
Таино говорят на таино (аравакски език) и използват ранна протописменост под формата на петроглифи.
Някои от думите, които използват, като например барбакоа (барбекю), хамака (хамак), каноа (кану), табако (тютюн), батата (сладък картоф) и хуракан (ураган), по-късно са заимствани в испанския и английския.
Таино почитат всички форми на живота и признават значението на благодарността. Почитат предците и духовете, които наричат земи. В днешно време са запазени множество каменни изображения на земи.

## Селско стопанство
Основен източник на храна за таино са плодовете, месото и рибата. На островите не се ловуват големи животни, а за храна се използват основно по-малки: гризачи, насекомоядни прилепи, дъждовни червеи, костенурки, патици и други птици.
Обществата на таино, намиращи се далеч от брега, разчитат повече на селското стопанство. Отглеждат културите си на големи бразди, които уплътняват с листа за предотвратяване на ерозия и засаждат различни видове растения. Така, те успяват да добиват реколта при различни метеорологични условия. Използват ранна разновидност на мотиката, изцяло изработена от дърво. Един от основните видове кореноплодни култури, отглеждани от таино, е маниоката, която използват като храна под вида на питки, подобни на мексиканските тортили. Също така, отглеждат: царевица, тиквичка, бобови култури, сладък картоф, ямс, фъстък и тютюн. За разлика от континенталанта практика обаче таино не смилат царевицата на брашно, а я пекат и ядат направо от кочана.

## Обезлюдяване
Ранните оценки на населението на Испаньола, вероятно най-населяваният от таино, варират от 100 хил. до 1 млн. души. Максималните оценки за Ямайка и Пуерто Рико достигат 600 хил. души. Общият брой на таино по времето на първия европейски контакт варира в големи граници, като оценките достигат от няколкостотин хиляди до 8 милиона души. Те нямат имунитет към болестите от Стария свят. Системата енкомиеда принуждава много таино да работят на полетата и в рудниците в замяна на испанска защита, образование и сезонна заплата. Под предлог, че търсят злато и други материали, много испанци се възползват от местното население, като им отнемат земите и парите.
За тридесет години между 80% и 90% от таино населението измира. Поради вече големия брой испанци на островите възниква високо търсене на хранителни продукти. Селското стопанство на таино е променено, използвайки испански техники. В знак на протест срещу испанците някои таино отказват да засяват или да жънат културите си. Запасите от храна намаляват критично през 1495 – 1496 г. и около 50 хил. души умират от глад. Към 1507 г. населението на таино вече се е смалило до 60 хил. души. Учените смятат, че епидемичните болести (грип, дребна шарка, едра шарка и др.) са главната причина за упадъка на коренния народ.

### Цитирана литература
- ((en)) Alegría, Ricardo. The Ball Game Played by the Aborigines of the Antilles //  American Antiquity 16 (4).   April 1951. DOI:10.2307/276984. с. 348 – 352.
- ((en)) Anghiera, Pietro Martire D'. De Orbe Novo, the Eight Decades of Peter Martyr D'Anghera.   BiblioBazaar, July 2009. ISBN 9781113147608. Посетен на 2025-03-14.
- ((en)) Rouse, Irving (1992). The Tainos: Rise and Decline of the People Who Greeted Columbus. Yale University Press. ISBN 0-300-05696-6.